# Donna Weinbrecht
Donna Weinbrecht, född den 23 april 1965 i Hoboken, USA, är en amerikansk freestyleåkare.
Hon tog OS-guld i damernas puckelpist i samband med de olympiska freestyletävlingarna 1992 i Albertville.